# نبيل بن محمد العامودي
نبيل بن محمد العامودي وزير النقل السعودي السابق منذ 3 أكتوبر 2017، وحتى 23 أكتوبر 2019.

## التعليم
حصل على بكالوريوس العلوم في الهندسة الكيميائية من جامعة ستانفورد في عام 1995 م بتقدير عام امتياز وحصل على دكتوراه في القانون بكلية الحقوق بجامعة هارفارد في عام 2001م.

## المسيرة المهنية
تقلد نبيل العامودي منصب وزير النقل السعودي، حتى صدر أمر ملكي بإعفائه من منصبه في 23 أكتوبر 2019، وهو عضو مجلس إدارة شركة أرامكو السعودية منذ سبتمبر 2019، وكان قد شغل المناصب التالية خلال حياته المهنية:
- مدير إدارة التخطيط للمدى الطويل بشركة أرامكو السعودية، والمسؤول عن إستراتيجية التخطيط العام للشركة ومبادرة برنامج التحول الاستراتيجي المتسارع للشركة، في الفترة من (أكتوبر 2009 م-مايو 2011م).

- مستشار عام مساعد لشركة أرامكو للخدمات في هيوستن في الفترة من (مايو 2011 م-أكتوبر 2012م).

- رئيس الشركة السعودية للتكرير بهيوستن في الفترة من (أكتوبر 2012 م-أغسطس 2013م)،

- رئيس شركة أرامكو للخدمات في هيوستن بولاية تكساس الأمريكية، في الفترة (أغسطس 2013 م-يناير 2015م).

- رئيس المؤسسة العامة للموانئ في الفترة (2015م-2017)